# 心理性的発達理論
心理性的発達理論（しんりせいてきはったつりろん, Psychosexual development）とは、精神分析学のジークムント・フロイトによる、ヒトの発達段階についての理論。フロイトの「性理論三篇」（1905年）にて発表された。子どもには幼児性欲理論（infantile sexuality）に基づいて、口唇期、肛門期、男根期（エディプス期）、潜伏期あるいは潜在期、性器期という5つの成長段階があり、その期間には身体成長と性的発達が複雑に絡み合って進展するとする。
日本ではなじみが薄い理論だが、欧米、特にアメリカでは「ピアジェの思考発達段階説」と並び、発達(児童)心理学を支える2本の柱の一つとして重要視されている。
ちなみに自我心理学ではこの心理性的発達理論を社会的発達理論まで拡張したエリクソンの心理社会的発達理論（ライフサイクル）という考えがある。この考えがフロイトの性理論に基づいている事はあまり認識されていないが、それでもこの理論自体は広く受け入れられているようである。

## 背景
フロイトは精神分析学で確認された根本的なエネルギーとしての性的欲動が、小児期を通して上手く発展したり、分化したりする事の重要性を説いた。この場合の性欲は、成人の狭い意味の性欲とは異なり、広義の性欲を意味する。あるいは、あらゆる身体器官から発せられるエネルギーのようなものを想定している（部分欲動）。
フロイトは、これら性行動をともなわない性欲を充足させられるか否かがその後の人格形成に大きく寄与すると考えた。また、これらの性欲がある期間に固着する事により、ヒステリーやノイローゼが発症すると仮定した。また、年少期からオナニーをする女性は、しない女性に比べノイローゼやヒステリーの発症率が低いことを突き止めた。性的抑圧が強い女性にそれら精神障害が後に多く現れると主張した。
また、異常とまではいかなくても、成人後の性格がどの時期の満足をいちばん求めているかによって、人の性格分類ができるとした。
例として以下のようなものを上げている。
- 口に関連した異常であるアルコールや薬物の嗜好などは、口唇期の障害に起因する。
- 不潔恐怖症は肛門期の障害が原因[2]。

この学説の発表当時は大きな反対にあった。当時のウィーンの人たちにとって、ショック以外のなにものでもなかった。その後の、生理学、心理学の発展と多くの臨床観察からこれらはかなりの部分受け入れられるようになった。また、この学説は弟子らによって受け継がれ、改善され、発展した。特にエリク・H・エリクソンの功績が大きい。

## リビドー論
フロイトは人格形成をすべて広義の性欲（リビドー）に求め説明した。この考えは後に汎性欲論と呼ばれるようになるが、これはあらゆる人間の行動や活動を性（セックス）に求める事に対する非難的な言葉として使用されるようになる。そのため一般の人々からも脳生理学的見地からも多くの批判を受けた。この汎性欲論は未だに現在の精神分析学においても根強く存在している。それは精神分析がリビドーや性欲動などの性的な欲動に強く注目し、それを精神病理の原因とするためである。ただし現在ではこの幼児性欲はフロイトの一理論として限定されているようである。それでも後の対象関係論などでは今でも強く性欲動が注目されているため、この批判は常々される。

## フロイトの心理性的発達段階
| 段階   | 年齢          | リビドーのエネルギー                                                               | 性格特性 |
| ------ | ------------- | ---------------------------------------------------------------------------------- | --- |
| 口唇期 | 満1歳ころまで | 母乳を吸うことと関連し、リビドーの満足は主に口唇周辺に求められる。                 | 依存的、常に人に頼り自主性がなく社交的、寂しがり屋で孤独を怖れる。このタイプは往々にして本来の口唇的欲求も強く、食いしん坊、甘いもの好き、食道楽、嗜癖に陥りやすいなどの傾向がある。 |
| 肛門期 | 2，3歳        | 排泄のしつけと関連し、肛門の感覚を楽しむ。具体的には排泄後の快感である。           | 几帳面、ケチ、頑固、自分の世界を他人に乱されるのを極端に嫌う。反面、ルーズでだらしない。                                                                                             |
| 男根期 | 5，6歳まで    | 関心が男根に集中する時期                                                           | 攻撃的、積極的、自己主張が強く人前に出ることを怖れない。リーダーシップを取りたがる。あるいは人を傷つけることを怖れない。                                                             |
| 潜在期 | 学童期        | 幼児性欲は一時影をひそめ、子供の関心は知的方面に移行し、比較的感情が安定する時期。 | |
| 性器期 | 思春期以降    | 初めて性器を中心とした性欲の満足が求められる時期                                   | 具体的な言及はないが、成熟した感情を持ち、人を愛し受容できる、いわば理想的人格。 |

## 対象関係論と発達段階
性的発達段階を元に、マーガレット・マーラーの分離個体化理論（separation-individuation theory）、対象関係論が提唱されている。
|        | 分離-個性化                          | 対象関係           | 心理社会的危機        |
| ------ | ------------------------------------ | ------------------ | --------------------- |
| 口唇期 | 自閉、共生                           | 原始的ナルシシズム | 信頼 - 不信           |
| 肛門期 | 文化期、練習期                       | 要求を満たすこと   | 自発性 - 自己不信     |
| 男根期 | 対象恒常性、エディプスコンプレックス | 対象恒常性         | 自発性 - 罪意識       |
| 潜在期 |                                      |                    | 勤勉 - 劣等感         |
| 青年期 | 性的性欲、二度目の個人形成           | 対象愛             | 同一性 - 同一性の混乱 |
| 性器期 | 成熟した性器性欲                     |                    | 親密さ - 孤独         |